# Me an' Bill (film, 1914)
Pour les articles homonymes, voir Me an' Bill.
Pour plus de détails, voir Fiche technique et Distribution.
Me an' Bill est un film muet américain réalisé par Colin Campbell et sorti en 1914.

## Fiche technique
- Titre : Me an' Bill
- Réalisation : Colin Campbell
- Scénario : Bertha Muzzy Sinclair
- Production : William Selig
- Société de production : Selig Polyscope Company
- Société de distribution : General Film Company
- Pays d'origine :  États-Unis
- Langue : Anglais
- Format : Noir et blanc — 35 mm — 1,33:1 — Son : Muet
- Genre : Film dramatique
- Durée : 20 minutes
- Dates de sortie : 
  -  États-Unis : 27 avril 1914

## Distribution
- Eugenie Besserer
- Olive Drake
- Bessie Eyton
- Frank Newburg
- Wheeler Oakman
- Guy Oliver